# Ковалевка (Еланецкий район)
Ковалевка (укр. Ковалівка) — село в Еланецком районе Николаевской области Украины.
Основано в 1924 году. Население по переписи 2001 года составляло 144 человек. Почтовый индекс — 55542. Телефонный код — 5159. Занимает площадь 0,55 км².

## Местный совет
55542, Николаевская обл., Еланецкий р-н, с. Воссиятское, ул. Школьная, 37